# Tchatkalophantes mongolicus
Tchatkalophantes mongolicus is een spinnensoort uit de familie hangmatspinnen (Linyphiidae). De soort komt voor in Mongolië.